# ژائو ژیفانگ
ژائو ژیفانگ (انگلیسی: Zhao Zhifang؛ زادهٔ ۱۱ اوت ۱۹۹۴) بازیکن بسکتبال اهل چین است. وی در بازی‌های المپیک تابستانی ۲۰۱۶ شرکت کرده‌است.